# Daylite
Daylite — коммерческая CRM-система для Mac OS X от компании Marketcircle из Канады. Работает как в однопользовательском, так и в клиент-серверном режиме. В многопользовательском режиме (до 50 рабочих мест, по заявлению разработчика) также возможно подключение iOS-клиентов: iPod Touch, iPhone, iPad, iPad mini.
Программа Daylite позволяет объединить в одном месте проекты, продажи, электронную почту, встречи, календари, контакты, заметки и т. д. Кроме учёта объектов, Daylite предлагает устанавливать роли, отношения между объектами. Например Антон Смолин порекомендовал Виктора Костюка (обратная связь будет отражена так: Виктор Костюк был рекомендован Антон Смолин), или Илья Семенов конкурент Арсения Вольского, или Марина Сметанина дочь Андрея Федорова. Подобным же образом проставляются связи между компаниями.
Также программа позволяет создать повторяющиеся последовательности прохождения заказа или проекта, pipelines. Из полезных функций ещё можно отметить создание набора повторяющихся задач, activity sets, создание десятков шаблонов писем для рассылок, гибкая маркировка объектов при помощи категорий и ключевых слов (keywords).

## История версий и награды
Первая версия приложения была выпущена в 2000 году и работала на базе данных OpenBase SQL. В связи с ограничениями базы данных, CRM-система получила очень малое распространение среди русскоязычных пользователей техники Apple. Чтобы заставить систему работать с русским языком, нужно было предпринять неочевидные действия.
В 2002 году версия Daylite 1.0.1 получила награду Apple Design Awards в категории Runner Up.
2010 год — приз Best of Show на выставке Macworld.
В 2012 году была представлена переработанная версия, Daylite 4. Эта версия приложения получила упрощенный внешний вид, похожий на встроенное приложение iCal, и работает на базе данных Postgres.
В 2016 году компания анонсировала облачную версию системы, Daylite Cloud. Заявлены интеграция с Zapier, кастомные интеграции с Daylite API.
В 2018 году заработала функция push-уведомлений для macOS и iOS-устройств.

## Отмеченные пользователями недостатки
- отсутствие клиента для Windows
- отсутствие облачной версии (начиная с версии 6 есть cloud-based версия)